# Sérhiyivka (Mýrhorod)
Sérhiyivka (ucraniano: Се́ргіївка) es un municipio rural y pueblo de Ucrania perteneciente al raión de Mýrhorod de la óblast de Poltava.
En 2020, el municipio tenía una población de algo menos de tres mil habitantes, de los que unos mil doscientos vivían en el propio pueblo de Sérhiyivka y el resto repartidos en doce pedanías. El municipio se formó en 2016 mediante la fusión de los consejos rurales de Sérhiyivka (hasta ese momento llamado "Krasnoznámenka"), Kachanove y Rozbyshivka. Además de estos tres pueblos, pertenecen al actual municipio otros diez: Vyrishalne, Stepové, Novosélivka, Dachne, Vesele, Kramárshchyna, Vechírchyne, Kalynívshchyna, Lobódyne y Cherneche. El área pertenecía hasta 2020 al raión de Hádiach.
Se ubica unos 10 km al oeste de Hádiach, al norte de la carretera T1705 que lleva a Zavodské. Al sur de la carretera se ubica el vecino pueblo de Petrivka-Romenska, con el que Sérhiyivka forma una conurbación. Junto al casco urbano fluye el río Jorol.

## Historia
Se conoce la existencia del pueblo en documentos desde 1625. En el Imperio ruso llegó a ser sede de su propia vólost, en el uyezd de Hádiach de la gobernación de Poltava, y en la segunda mitad del siglo XIX tenía ya más de dos mil habitantes. En 1921, la RSS de Ucrania cambió el topónimo del pueblo a "Krasnoznámenka" (Краснознаменка), y no recuperó su topónimo original hasta 2016, cuando se formó el actual municipio. Antes de 2016, Krasnoznámenka era sede de un consejo rural, que únicamente incluía como pedanías a Vechírchyne, Kalynívshchyna, Lobódyne y Cherneche.